# Superfly BEST
『Superfly BEST』（スーパーフライ　ベスト）は、2013年9月25日に発売されたSuperflyのベスト・アルバム。

## 概要
Superfly初のベストアルバムで、収録曲はすべてこのアルバムのためにリマスタリングされた。
それまでに発売された全シングル（配信限定シングル・両A面シングルを含む）、およびトータス松本とのコラボレーション・シングル「STARS」と映像作品「Shout In The Rainbow!!」の初回生産限定盤付属のCDにのみ収録されていた「さすらいの旅人」の計26曲を年代順に収録。さらに「今のSuperflyから見た【現在】【過去】【未来】」をテーマに新曲3曲が制作され、DISC 1には“現在”を表した「Bi-Li-Li Emotion」と“過去”を表した「Always」が、DISC 2には“未来”を表した「Starting Over」が収められている。
【過去】をテーマにした楽曲「Always」はテレビ東京系ドキュメンタリー番組『Crossroad』のエンディングテーマ。ミュージック・ビデオは夏目現監督により「現在・過去・未来が交差する世界の中で、未来の志帆が現在の志帆、過去の志帆を見守る」というコンセプトで撮影された。ビデオには宇宙服を着た越智志帆も登場し、「宇宙服を着た未来の志帆が昔の自分と今の自分を見守っている」というテーマと、ベストアルバム『Superfly BEST』のコンセプトである「現在・過去・未来」を表現している。
【現在】をテーマにした楽曲 「Bi-Li-Li Emotion」はテレビ朝日系木曜ドラマ『ドクターX〜外科医・大門未知子〜』第2シリーズ主題歌。越智は「一回限りの人生なんだから、自分のあらゆる感情を燃やし続けて生きていきたい、“稲妻みたいにビリビリくる感情”を表現したかった」と語っている。同曲には番場秀一監督によりSuperflyとしては初となるライブ形式でのミュージック・ビデオが制作された。越智本人のアイデアで“ビリリステージ”（稲妻をモチーフにした特設ステージ）を横浜のビルの屋上に設置し、ファンクラブ「Superconnection」会員の中から抽選で当選した200名のファンに囲まれながらの撮影となった。
【未来】をテーマにした楽曲「Starting Over」はJ-WAVEの開局25周年アニバーサリーソングとして書き下ろされた。そのミュージック・ビデオは「より歌詞が届く曲にしたかった」という想いを表現するためにSuperfly初となるアカペラ一発録りに挑戦したものであり、過去のライブ映像やレコーディング映像を織り交ぜてデビューから現在までのSuperflyを総括する全7分34秒の大作となっている。また、後にあいテレビのオープニングテーマとしても使用された。
初回生産限定盤にはシングル曲24曲のミュージック・ビデオを収録したDVDが付属し、初回限定盤・通常盤ともに本人による全曲解説を掲載したブックレットが同梱された。またアルバムのアートワークには、過去のシングルやアルバム写真が描かれた裏地を持つジャケットをオーダーメイド“Superfly BEST特注ジャケット”を纏った志帆が登場。ヴィジュアルコンセプトは「過去の自分が現在の自分を作っている」というベストアルバムに沿ったもの。パッケージは初回限定盤が三方背BOX仕様、通常盤は永久デジパック使用となっている。
『ベストアルバムには抵抗がありました。ずっと新しい作品を届けたかったからです。』とブログで心情を明かしている。

## 収録曲
| #         | タイトル                                | 作詞                                | 作曲                                | 編曲                                                       | 時間  |
| --------- | --------------------------------------- | ----------------------------------- | ----------------------------------- | ---------------------------------------------------------- | ----- |
| 1.        | 「Bi-Li-Li Emotion」                    | 越智志帆                            | 多保孝一                            | 蔦谷好位置、Basic Arrangement：多保孝一                    | 4:44  |
| 2.        | 「ハロー・ハロー」                      | 越智志帆、多保孝一                  | 多保孝一                            | 多保孝一                                                   | 3:52  |
| 3.        | 「マニフェスト」                        | 越智志帆、多保孝一                  | 多保孝一                            | 多保孝一                                                   | 4:01  |
| 4.        | 「i spy i spy (Superfly× JET)」         | Chris Cester, Mark Wilson, Superfly | Chris Cester, Mark Wilson, Superfly |                                                            | 3:38  |
| 5.        | 「愛をこめて花束を」                    | 越智志帆、多保孝一、いしわたり淳治  | 多保孝一                            | 蔦谷好位置                                                 | 4:55  |
| 6.        | 「Hi-Five」                             | 越智志帆、jam                       | 多保孝一                            | 蔦谷好位置、多保孝一                                       | 3:59  |
| 7.        | 「How Do I Survive?」                   | 越智志帆                            | 多保孝一                            | 蔦谷好位置、多保孝一                                       | 3:48  |
| 8.        | 「My Best Of My Life」                  | 越智志帆                            | 多保孝一                            | 蔦谷好位置（編曲・ストリングスアレンジ）                   | 6:15  |
| 9.        | 「Alright!!」                           | 越智志帆                            | 多保孝一、越智志帆                  | 多保孝一                                                   | 4:17  |
| 10.       | 「恋する瞳は美しい」                    | 越智志帆                            | 多保孝一                            | 蔦谷好位置                                                 | 4:40  |
| 11.       | 「やさしい気持ちで」                    | 越智志帆                            | 多保孝一                            | 蔦谷好位置（編曲・ストリングスアレンジ）、多保孝一（編曲） | 4:05  |
| 12.       | 「Dancing On The Fire」(アルバム初収録) | 越智志帆                            | 多保孝一                            | 蔦谷好位置、多保孝一                                       | 4:13  |
| 13.       | 「Free Planet」                         | 越智志帆                            | 多保孝一                            | 蔦谷好位置、多保孝一（Basic Arrangement）                  | 3:24  |
| 14.       | 「Wildflower」                          | 越智志帆                            | 多保孝一                            | 蔦谷好位置、多保孝一（Basic Arrangement）                  | 4:28  |
| 15.       | 「Always」                              | 越智志帆                            | 多保孝一                            | 蔦谷好位置、多保孝一（Basic Arrangement）                  | 4:56  |
| 合計時間: | 合計時間:                               | 合計時間:                           | 合計時間:                           | 合計時間:                                                  | 65:15 |

| #         | タイトル                                                           | 作詞          | 作曲         | 編曲                                      | 時間  |
| --------- | ------------------------------------------------------------------ | ------------- | ------------ | ----------------------------------------- | ----- |
| 1.        | 「タマシイレボリューション」(シングルバージョンではアルバム初収録) | 越智志帆      | 越智志帆     | 蔦谷好位置                                | 3:44  |
| 2.        | 「Roll Over The Rainbow」(アルバム初収録)                          | 越智志帆、jam | 多保孝一     | 蔦谷好位置、多保孝一（Basic Arrangement） | 4:53  |
| 3.        | 「Eyes On Me」                                                     | 越智志帆      | 多保孝一     | 蔦谷好位置、多保孝一（Basic Arrangement） | 4:33  |
| 4.        | 「Beep!!」                                                         | 越智志帆、jam | 多保孝一     | 蔦谷好位置、多保孝一（Basic Arrangement） | 4:15  |
| 5.        | 「Sunshine Sunshine」                                              | 越智志帆      | 多保孝一     | 蔦谷好位置、多保孝一（Basic Arrangement） | 4:04  |
| 6.        | 「Rollin' Days」                                                   | 越智志帆      | 多保孝一     | 蔦谷好位置、多保孝一（Basic Arrangement） | 4:04  |
| 7.        | 「あぁ」(アルバム初収録)                                           | 越智志帆      | 多保孝一     | 蔦谷好位置、多保孝一（Basic Arrangement） | 3:34  |
| 8.        | 「愛をくらえ」                                                     | 越智志帆      | 多保孝一     | 蔦谷好位置、多保孝一（Basic Arrangement） | 4:38  |
| 9.        | 「さすらいの旅人」(アルバム初収録)                                 | 越智志帆      | 多保孝一     | 蔦谷好位置、多保孝一（Basic Arrangement） | 4:20  |
| 10.       | 「STARS (Superfly&トータス松本)」(Superfly単独の作品には初収録)    | トータス松本  | トータス松本 | 蔦谷好位置                                | 5:49  |
| 11.       | 「輝く月のように」                                                 | 越智志帆、jam | 多保孝一     | 蔦谷好位置、多保孝一（Basic Arrangement） | 5:29  |
| 12.       | 「The Bird Without Wings」                                         | 越智志帆      | 多保孝一     | 蔦谷好位置、多保孝一（Basic Arrangement） | 5:05  |
| 13.       | 「Force」                                                          | 越智志帆      | 多保孝一     | 蔦谷好位置、多保孝一（Basic Arrangement） | 3:32  |
| 14.       | 「Starting Over」                                                  | 越智志帆      | 多保孝一     | 蔦谷好位置、多保孝一（Basic Arrangement） | 4:10  |
| 合計時間: | 合計時間:                                                          | 合計時間:     | 合計時間:    | 合計時間:                                 | 62:10 |

| #   | タイトル                           | 作詞 | 作曲・編曲 | 監督               |
| --- | ---------------------------------- | ---- | ---------- | ------------------ |
| 1.  | 「ハロー・ハロー」                 |      |            | 井上哲央           |
| 2.  | 「マニフェスト」                   |      |            | 井上哲央           |
| 3.  | 「i spy i spy (Superfly×JET)」     |      |            | 井上哲央           |
| 4.  | 「愛をこめて花束を」               |      |            | 番場秀一           |
| 5.  | 「Hi-Five」                        |      |            | 番場秀一           |
| 6.  | 「How Do I Survive?」              |      |            | 番場秀一           |
| 7.  | 「My Best Of My Life」             |      |            | 番場秀一           |
| 8.  | 「Alright!!」                      |      |            | 斎藤渉             |
| 9.  | 「恋する瞳は美しい」               |      |            | 番場秀一           |
| 10. | 「やさしい気持ちで」               |      |            | 番場秀一           |
| 11. | 「Dancing On The Fire」            |      |            | 田中裕介           |
| 12. | 「Free Planet」                    |      |            | 番場秀一           |
| 13. | 「Wildflower」                     |      |            | 番場秀一           |
| 14. | 「タマシイレボリューション」       |      |            | 斎藤渉             |
| 15. | 「Roll Over The Rainbow」          |      |            | 田辺秀伸           |
| 16. | 「Eyes On Me」                     |      |            | 番場秀一           |
| 17. | 「Beep!!」                         |      |            | 斎藤渉             |
| 18. | 「Rollin' Days」                   |      |            | 番場秀一           |
| 19. | 「あぁ」(初収録)                   |      |            | 掛川康典           |
| 20. | 「愛をくらえ」                     |      |            | 石井克人、上川知子 |
| 21. | 「STARS (Superfly＆トータス松本)」 |      |            | 番場秀一           |
| 22. | 「輝く月のように」                 |      |            | 夏目現             |
| 23. | 「The Bird Without Wings」(初収録) |      |            | 番場秀一           |
| 24. | 「Force」(初収録)                  |      |            | 清水康彦           |